# Procryptocerus sulcatus
Procryptocerus sulcatus är en myrart som beskrevs av Carlo Emery 1894. Procryptocerus sulcatus ingår i släktet Procryptocerus och familjen myror. Inga underarter finns listade i Catalogue of Life.